# Чашечка

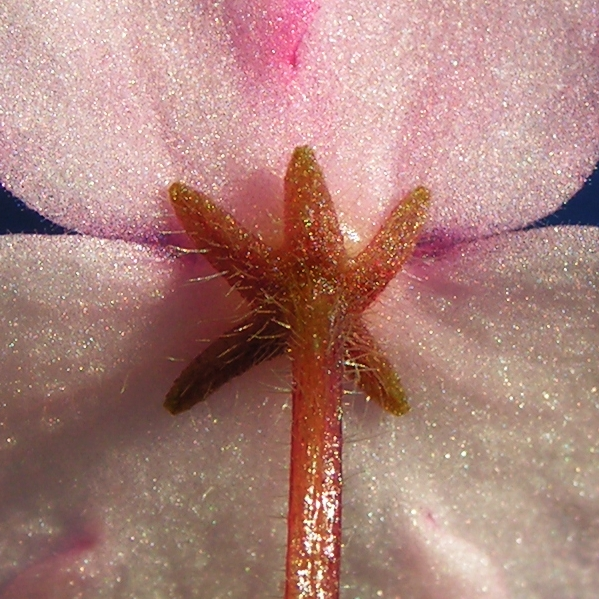
Чашечка сенполии (Saintpaulia sp.) состоит из пяти зеленовато-коричневых чашелистиков

Ча́шечка (лат. cályx), в ботанике — совокупность чашелистиков, чаще всего окрашенных в зелёный цвет, образующих один или несколько наружных кругов двойного околоцветника.
Число чашелистиков в цветке варьирует от двух (семейство маковых), до неопределённого числа (семейство чайных), но у большинства двудольных их чаще четыре или пять.

## Происхождение
Чашечка возникла в процессе эволюции в большинстве случаев в результате концентрации вокруг цветка и видоизменения верховых прицветных листьев.
Чашелистики сходны с вегетативными листьями, но строение их проще: обычно они небольших размеров, простой формы и имеют зелёную окраску, благодаря чему фотосинтезируют. Состоят из основной паренхимы, часто называемой мезофиллом, которую пронизывают проводящие пучки, покровная ткань — эпидерма. В паренхиме в сочетании с проводящими элементами могут встречаться млечники. Мезофилл чашелистиков состоит из более или менее изодиаметрических клеток, образующих рыхлую ткань. Для эпидермы чашелистиков характерны развитие устьиц, трихом и отложение в стенках клеток кутина.

## Классификация
Чашечка может быть раздельнолистной, состоящей из свободных чашелистиков (капуста, лютик, вишня), и сростнолистной, когда чашелистики частично или полностью срастаются между собой на большем или меньшем их протяжении (табак, горох, картофель).
В сростнолистной чашечке выделяют трубку чашечки, зубцы (лопасти) и доли в зависимости от степени срастания чашелистиков, число которых соответствует числу чашелистиков.
В зависимости от особенностей трубки, то есть сросшейся части чашечки, различают трубчатую (каланхое, трубкоцветные), колокольчатые (некоторые яснотковые) и воронковидную (рафиолепис зонтичный) чашечку.
Чашечка называется двугубой, если она расчленена на две неравные части, каждая из которых именуется губой (шлемник, шалфей, бобовник).
Иногда чашечка имеет два круга чашелистников (земляника, мальва, малина) — в этом случае наружный круг называется подчашием. Листочки подчашия гомологичны прилистникам.

## Функции
Основной функцией чашечки является защита развивающихся частей цветка на ранних этапах его формирования; именно поэтому наружные покровы бутона до его распускания у цветков с двойным околоцветником образованы чашечкой. При распускании цветка или во время цветения чашечка иногда отпадает (семейство маковые) или отгибается и становится малозаметной.
Нередко по завершении цветения чашечка способна видоизменяться, приобретая при этом новые функции, главным образом связанные с распространением плодов и семян. Например, у яснотковых чашечка служит вместилищем для дробного плода, а у астровых превращается в хохолок (паппус), способствующий переносу плодов ветром. Иногда на чашечке имеются характерные зазубренные щетинки, которыми плоды цепляются за шерсть животных и одежду людей и разносятся.
Чашечка, как правило, зелёная, но иногда приобретает яркую окраску и выполняет функцию венчика, который в этом случае нередко редуцирован до нектарников (живокость, борец, морозник). В некоторых случаях чашечка слабо развита (зонтичные, астровые, валериановые).

## Чашечка в формуле цветка
В формуле цветка характеристика чашечки стоит после указания на симметрию цветка и обозначается буквенным выражением Ca (лат. calyx) или K рядом с которым цифрами указывается количество элементов, например: Ca5 — околоцветник двойной: чашечка из 5 чашелистников. Если чашелистики срастаются, то в формуле цветка количество срастающихся элементов берётся в скобки, например: Ca(5).